# 애프터 (2012년 영화)
《애프터》(After)는 2012년에 개봉한 미국의 스릴러 영화이다.

## 캐스팅
- 스티븐 스트레이트 : 프레디 역
- 카롤리나 비드라 : 안나 역
- 산드라 엘리스 라퍼티 : 루 이모 역
- 매디슨 린츠 : 어린 안나 역
- 릭 레이츠 : 의사 역
- 잭슨 워커 : 필 역
- 밥 페니 : 남자 노인 역
- 체이스 프레슬리 : 어린 프레디 역